# Passaddhi
Passaddhi en pali (sanskrit: prashrabdhi) est un terme du bouddhisme qui peut se traduire par tranquillité ou calme. Passaddhi est généralement associé à la concentration ou samadhi, et constitue un des sept facteurs de l'éveil.